# Hans Graffman
Hans Graffman, född 14 april 1748 i Ösmo socken i Stockholms län, död 30 januari 1828 i Strängnäs, var en svensk präst och lärd.
Graffman var son till kyrkoherden i Frustuna Abraham Graffman. Graffman måste från 15 års ålder försörja sig själv genom att dela sin tid mellan att själv arbeta som privatlärare och studera. 1766 skrevs han in som student vid Uppsala universitet. Som filosofie kandidat 1769 tvingades han på grund av fattigdom att mot betalning avstås sin rätt att promoveras 1770, och lagerkröntes först 1773. Hösten samma år anträdde han en resa till universitetet i Halle, där han promoverades till teologi doktorsgraden. Hans disputation, framlagd oktober 1774, kom att hyllas som ett av universitets främsta lärdomsprov. Efter disputationen hyllades han av universitetets professorer och närmare 800 studenter. Från Halle begav sig Graffman till England, där han under ett halvår forskade vid Oxford. Efter sin återkomst till Sverige inställde han sig hos Gustaf III på Gripsholm, som utnämnde honom till hovpredikant och 1778 till faderns efterträdare som kyrkoherde i Frustuna. 1793 förflyttades han som teologie lektor till Strängnäs och utnämndes till domprost där 1800. Han bevistades som riksdagsfullmäktig alla riksdagar 1810-23 och promoverades till jubelmagister 1824.
Graffman, som enda barn hade en son som dog vid 11 års ålder gjorde betydande donationer till Södermanlands nation och Strängnäs gymnasium.